# Crna Reka (Ivanjica)
Pour les articles homonymes, voir Cerna et Crna Reka.

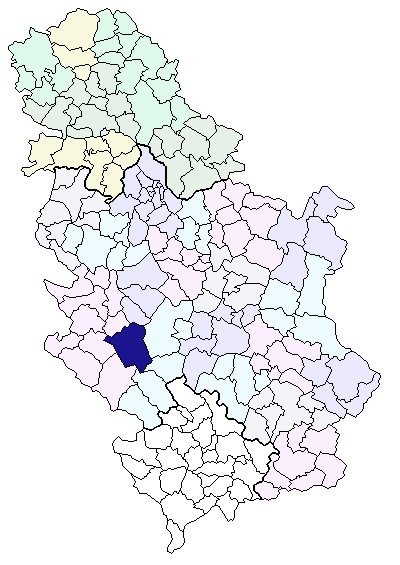
Situation de la municipalité d'Ivanjica en Serbie

Crna Reka, en serbe cyrillique Црна Река, est un village de Serbie situé dans la municipalité d’Ivanjica, district de Moravica. 
Crna Reka est située sur les bords de la Studenica.